# Orvasca lavella
Orvasca lavella is een donsvlinder uit de familie van de spinneruilen (Erebidae). De wetenschappelijke naam van de soort is, als Euproctis lavella, voor het eerst geldig gepubliceerd in 1910 door George Thomas Bethune-Baker.